# Маллик, Дэвид
Дэвид Маллик — американский игровой продюсер и дизайнер, наиболее известный по созданию культовой классической приключенческой игры 1980 года «The Prisoner», основанной на одноименном произведении игры 1995 года «I Have No Mouth, and I Must Scream», а также разработке 3 и 4 частей франшизы «Герои меча и магии». Имея более чем двадцатипятилетнюю карьеру, Маллик работал работал в некоторых крупнейших игровых компаниях современности: Walt Disney Computer Software, New World Computing, Activision и др.

## Биография
Работа Маллика в области видеоигр началась с зарождения индустрии видеоигр в 1978 году, когда его профессор COBOL в Калифорнийском государственном университете Нортридж нанял его на работу клерком и программистом в Rainbow Computing, одном из первых компьютерных магазинов, открытых в районе Лос-Анджелеса. Шервин Штеффин, который был частым клиентом магазина, нанял Маллиха для разработки игр для своей новой начинающей компании по изданию игр Edu-Ware Services. Окончив университет в 1980 году со степенью в области компьютерных наук, Маллик присоединился к Edu-Ware в качестве штатного сотрудника и в качестве своего первого задания создал новаторскую приключенческую игру The Prisoner.